# Средња школа „Бранислав Нушић” Сокобања
Средња школа „Бранислав Нушић” је средња школа основана 1962. године. Име је добила по Браниславу Нушићу, српском књижевнику, писцу романа, драма, прича и есеја, комедиографу, зачетнику реторике у Србији и истакнутом фотографу аматеру.

## Историјат
Гимназија „Бранислав Нушић” у Сокобањи је почела са радом 1. септембра 1962. године, са одељењима природно-математичког и друштвено-језичког смера. Прва генерација ученика је похађала наставу у старој згради Основне школе „Димитрије Драговић” (сада „Митрополит Михаило”), задужбини митрополита Михаила. Учила су била оскудна, а праћење предавања је било отежано јер је школа радила у трећој смени. Часови су били скраћени, као и одмори, а последњи час се завршавао у десет сати увече. За име школе је био расписан конкурс са скромном новчаном наградом. Највише предлога је било да Гимназија понесе име комедиографа Бранислава Нушића који је често долазио у Сокобању. Нова зграда је почела да се гради 1963. године. Уместо првобитно планираних пет, прикупљено је више од четрнаест милиона динара од Скупштине општине, предузећа и грађана. Житељи Сокобање и околних села радили су бесплатно и допремали грађевински материјал. Значајан допринос су дали Рудник мрког угља „Соко” и Грађевинско предузеће „Озрен”. У другој години рада је имала пет одељења (115 ученика из Сокобање и околних села у првом и 75 у другом разреду). Наредног септембра број одељења се повећао на осам (108 ђака у првом, 111 у другом и 54 у трећем разреду). Школске 1965—66. године је било 11 одељења и 333 ученика. Време усмереног образовања, 1978—1990. године, је наложило да се у Сокобањи школују угоститељско-туристички техничари, физиотерапеути, медицинске сестре, рачуноводствени техничари, конобари, кувари и техничари за биохемију и молекуларну биологију. У периоду 1990—1993. се враћа гимназија са одељењима друштвеног и природно-математичког смера. Потом су се, у Економско-трговинској школи, млади школовали за економске техничаре, туристичке техничаре, трговце, складиштаре, а сваке године се уписивало и по једно гимназијско одељење као издвојено одељење Гимназије у Књажевцу. Године 2005. су променили назив у Средња школа „Бранислав Нушић” Сокобања, како би, данас и убудуће, обухватала све промене ђачких занимања. Тако је 2010. године први пут уписан нов образовни профил – финансијски администратор (оглед), који је, заједно са куварима и конобарима 2012. прешао у редован систем. Од 2014. године туристички техничари мењају план и програм и сада имају знатно више стручних предмета од општеобразовних. Данас школа броји 44 наставника опште образовних и стручних предмета и једног стручног сарадника – психолога, укупно 56 запослених са ваннаставним особљем који чине директор школе, секретар, шеф рачуноводства, административни радник, домар, ложач и помоћно техничко особље.

## Догађаји
Догађаји средње школе „Бранислав Нушић”:
- Међународни сајам виртуелних предузећа
- Међународни дани ученичког предузетништва
- Школска слава Свети Сава